# Kokki
Kokki (国記), também conhecido como Kuni tsu Fumi, que significa "Registo Nacional", é um texto histórico japonês que se acredita que tenha sido escrito em 620 por Shōtoku Taishi e Soga no Umako. Está registado no Nihon Shoki, contudo desconhecem-se cópias propriamente ditas do documento. Assumindo que de facto existiu, seria mais antigo que o Kojiki (712) e o Nihon Shoki (720).
De acordo com o Nihon Shoki,
Neste ano, Hitsugi no Miko e Shima no Ōomi trabalharam juntos no Tennōki e no Kokki, compondo a verdadeira história dos vários nobres da corte.
Durante o Incidente Isshi em 645, a residência de Soga no Emishi (um sucessor de Soga no Umako) foi incendiada. O Nihon Shoki regista que o Kokki ardeu juntamente com o Tennōki, mas o Kokki foi salvo antes de ficar destruído.
No décimo terceiro dia, quando Soga no Emishi estava para ser morto, as chamas queimaram o Tennōki, o Kokki e os tesouros. Fune no Fubitoesaka rapidamente agarrou o Kokki em chamas e o presenteou com Naka no Ōe.
No entanto, esta cópia ou seus restos aparentemente não sobreviveram.
A 13 de novembro de 2005, os restos da residência de Soga no Iruka foram descobertos em Nara, apoiando a descrição encontrada em Nihon Shoki. Os pesquisadores especulam se partes do Tennōki ou Kokki podem ser encontradas.